# Сценарий катастрофы
«Сценарий катастрофы» (англ. Blueprint for Disaster) — канадский документальный телевизионный сериал, посвящённый расследованию того как и почему произошли различные катастрофы. Сериал был впервые показан в 2004 году, на канале Discovery Channel Canada.

## Эпизоды

### Сезон 1
| # | Название                                                     | Дата катастрофы  | Катастрофа                                  | Дата премьерного показа |
| - | ------------------------------------------------------------ | ---------------- | ------------------------------------------- | ----------------------- |
| 1 | «Пожар в туннеле Капрун» «The Inferno at Kaprun»             | 11 ноября 2000   | Катастрофа в посёлке Капрун                 | TBA                     |
| 2 | «Крушение в Эшеде» «The Crash at Eschede»                    | 3 июня 1998      | Крушение ICE у Эшеде                        | TBA                     |
| 3 | «Падение «Синего великана»» «The Collapse of Big Blue»       | 14 июля 1999     | en:Big Blue Crane collapse                  | TBA                     |
| 4 | «Трагедия «Сампуна»» «The Sampoong Collapse»                 | 29 июня 1995     | Обрушение торгового центра Сампун           | TBA                     |
| 5 | «Тайна «Дербишира»» «The Mystery of the Derbyshire»          | 10 сентября 1980 | MV Derbyshire                               | TBA                     |
| 6 | «Огненный ураган на «Кинг-Кросс»» «The Kings Cross Disaster» | 18 ноября 1987   | Пожар на станции «Кингс-Кросс Сент-Панкрас» | TBA                     |

### Сезон 2
| # | Название                                           | Дата катастрофы | Катастрофа                              | Дата премьерного показа |
| - | -------------------------------------------------- | --------------- | --------------------------------------- | ----------------------- |
| 1 | «Взрыв в Энсхеде» «Explosion at Enschede»          | 13 мая 2000     | Взрыв на складе фейерверков в Энсхеде   | TBA                     |
| 2 | «С рельс» «Off the Rails»                          | 31 января 2003  | en:Waterfall rail accident              | TBA                     |
| 3 | «Крушение судна «Rocknnes»» «Wreck of The Rocknes» | 19 января 2004  | en:MV Rocknes (2001)                    | TBA                     |
| 4 | «Разрушение в пустыне» «Destruction in the Desert» | 4 мая 1988      | Техногенная катастрофа на заводе PEPCON | TBA                     |
| 5 | «Гонконгский ад» «Hong Kong Inferno»               | 20 ноября 1996  | en:1996 Garley Building fire            | TBA                     |
| 6 | «Взрыв в Сан-Хуане» «San Juan Explosion»           | 21 ноября 1996  | en:Humberto Vidal explosion             | TBA                     |